# Tmesisternus fergussoni
Tmesisternus fergussoni är en skalbaggsart som beskrevs av Stefan von Breuning 1970. Tmesisternus fergussoni ingår i släktet Tmesisternus och familjen långhorningar. Inga underarter finns listade i Catalogue of Life.